# Peștera Kinderle
Peștera Kinderle (în rusă 30-летия Победы, Киндерлинская, bașchiră Киндерле) este a doua cea mai lungă peșteră din Uralii Meridionali. Este situată pe teritoriul Parcului Natural Zilim, la 5 km de satul Tașasti, pe malul drept al râului Kinderle din Bașchiria, Rusia. Peștera a fost formată în perioada devoniană și are 4 etaje orizontale. 
Intrarea în peșteră este situată la o altitudine de 94 m și este conectată la un tunel înclinat. În tunel se află un ghețar de 720 m și o grosime de 8 m. Pe ghețar cresc diferite stalagmite. Lungimea peșterii este de 8130 m, din care 230 m sunt sub apă. Volumul peșterii este de 229.600 metri cubi, suprafața etajului este de 39.400 metri pătrați. Lățimea medie a trecerii este de 5,4 m, înălțimea de 7,1 m. Amplitudinea măsurată a coridoarelor este de 215 m, aceasta este cea mai adâncă peșteră din Urali. În jurul acestei peșteri crește canabis, așa că bașchirii au numit peștera Kinderle. În perioada verii aceștia au ținut carne pe ghețar. 
În 1974 peștera a fost studiată de speologi și în onoarea sărbătoririi a 30 de ani de la victoria asupra Germaniei naziste, peștera a fost numită Peștera Victoriei (în rusă Пещера Победа).
Se știe că pe teritoriul Parcului Natural Zilim există 67 peșteri. Cea mai cunoscută dintre ele este Peștera Kinderle. Peștera este vizitată de mii de turiști în fiecare an. În 2010 a fost instalat un gard metalic pentru a stabiliza situația ecologică din peșteră.   